# Фудбалска репрезентација Совјетског Савеза
Фудбалска репрезентација Совјетског Савеза је фудбалски тим који је представљао Совјетски Савез од 1924. до 1991. године, а престала је да постоји након распада Совјетског Савеза. ФИФА сматра репрезентацију ЗНД и на крају репрезентацију Русије као наследнике репрезентације СССР-а, чиме су сви резултати Совјетског Савеза додељени њима; ипак, велики проценат играча некадашњег националног тима је дошло изван Руске СФСР, углавном из Украјинске ССР, и након распада Совјетског Савеза, неки из бивше Украјинске ССР као што је Андреј Канчељскис су наставили да играју у новом националном тиму Русије.
Совјетски Савез само два пута није успео да се квалификује на Светско првенство, 1974. и 1978., а учествовао је на укупно седам завршних турнира. Њихов најбољи резултат на Светском првенству је четврто место 1966., када су у полуфиналу са 2:1 изгубили од Западне Немачке. СССР је пет пута учествовала на Европском првенству, а освојили су Европско првенство 1960. када су у финалу савладали Југославију са 2:1. Као други су завршили три пута (1964, 1972, 1988) и једном као четврти (1968), када су пошто су одиграли нерешено са Италијом у полуфиналу, након бацања новчића послати да играју меч за треће место (где су изгубили од Енглеске). Совјетски Савез је такође освојио и две златне медаље на Летњим олимпијским играма (1956. и 1988) и три бронзане (1972., 1976. и 1980)

## Резултати репрезентације

### Светско првенство
| Година | Коло                  | Пласман               | ИГ                    | П                     | Н*                    | И                     | ГД                    | ГП                    |
| ------ | --------------------- | --------------------- | --------------------- | --------------------- | --------------------- | --------------------- | --------------------- | --------------------- |
| 1930.  | Није учествовала      | Није учествовала      | Није учествовала      | Није учествовала      | Није учествовала      | Није учествовала      | Није учествовала      | Није учествовала      |
| 1934.  | Није учествовала      | Није учествовала      | Није учествовала      | Није учествовала      | Није учествовала      | Није учествовала      | Није учествовала      | Није учествовала      |
| 1938.  | Није учествовала      | Није учествовала      | Није учествовала      | Није учествовала      | Није учествовала      | Није учествовала      | Није учествовала      | Није учествовала      |
| 1950.  | Није учествовала      | Није учествовала      | Није учествовала      | Није учествовала      | Није учествовала      | Није учествовала      | Није учествовала      | Није учествовала      |
| 1954.  | Није учествовала      | Није учествовала      | Није учествовала      | Није учествовала      | Није учествовала      | Није учествовала      | Није учествовала      | Није учествовала      |
| 1958.  | Четвртфинале          | 6.                    | 5                     | 2                     | 1                     | 2                     | 5                     | 6                     |
| 1962.  | Четвртфинале          | 6.                    | 4                     | 2                     | 1                     | 1                     | 9                     | 7                     |
| 1966.  | Полуфинале            | 4.                    | 6                     | 4                     | 0                     | 2                     | 10                    | 6                     |
| 1970.  | Четвртфинале          | 5.                    | 4                     | 2                     | 1                     | 1                     | 6                     | 2                     |
| 1974.  | Дисквалификована      | Дисквалификована      | Дисквалификована      | Дисквалификована      | Дисквалификована      | Дисквалификована      | Дисквалификована      | Дисквалификована      |
| 1978.  | Није се квалификовала | Није се квалификовала | Није се квалификовала | Није се квалификовала | Није се квалификовала | Није се квалификовала | Није се квалификовала | Није се квалификовала |
| 1982.  | 2. коло               | 7.                    | 5                     | 2                     | 2                     | 1                     | 7                     | 4                     |
| 1986.  | 2. коло               | 10.                   | 4                     | 2                     | 1                     | 1                     | 12                    | 5                     |
| 1990.  | 1. коло               | 17.                   | 3                     | 1                     | 0                     | 2                     | 4                     | 4                     |
| 1994.  | Наследила Русија      | Наследила Русија      | Наследила Русија      | Наследила Русија      | Наследила Русија      | Наследила Русија      | Наследила Русија      | Наследила Русија      |
| Укупно | Најбољи: Полуфинале   | Најбољи: 4.           | 30                    | 14                    | 6                     | 10                    | 52                    | 34                    |

### Европско првенство
| Година | Коло                  | Пласман               | ИГ                    | П                     | Н*                    | И                     | ГД                    | ГП                    |
| ------ | --------------------- | --------------------- | --------------------- | --------------------- | --------------------- | --------------------- | --------------------- | --------------------- |
| 1960.  | Првак                 | 1st                   | 2                     | 2                     | 0                     | 0                     | 5                     | 1                     |
| 1964.  | Финалисти             | 2.                    | 2                     | 1                     | 0                     | 1                     | 4                     | 2                     |
| 1968.  | Четврто место         | 4.                    | 2                     | 0                     | 1                     | 1                     | 0                     | 2                     |
| 1972.  | Полуфинале            | 2.                    | 2                     | 1                     | 0                     | 1                     | 1                     | 3                     |
| 1976.  | Четвртфинале          | [ 2 ]                 | [ 2 ]                 | [ 2 ]                 | [ 2 ]                 | [ 2 ]                 | [ 2 ]                 | [ 2 ]                 |
| 1980.  | Није се квалификовала | Није се квалификовала | Није се квалификовала | Није се квалификовала | Није се квалификовала | Није се квалификовала | Није се квалификовала | Није се квалификовала |
| 1984.  | Није се квалификовала | Није се квалификовала | Није се квалификовала | Није се квалификовала | Није се квалификовала | Није се квалификовала | Није се квалификовала | Није се квалификовала |
| 1988.  | Финалисти             | 2.                    | 5                     | 3                     | 1                     | 1                     | 7                     | 4                     |
| 1992.  | Наследила ЗНД         | Наследила ЗНД         | Наследила ЗНД         | Наследила ЗНД         | Наследила ЗНД         | Наследила ЗНД         | Наследила ЗНД         | Наследила ЗНД         |
| Укупно | Најбољи: Првак        | Најбољи: 1.           | 13                    | 7                     | 2                     | 4                     | 17                    | 12                    |

## Рекорди играча

### Највише наступа
| #  | Играч               | Каријера    | Утакм. | Голова |
| -- | ------------------- | ----------- | ------ | ------ |
| 1  | Олег Блохин         | 1972 - 1988 | 112    | 42     |
| 2  | Ринат Дасајев       | 1979 - 1990 | 91     | 0      |
| 3  | Алберт Шестернев    | 1961 - 1971 | 90     | 0      |
| 4  | Анатолиј Демјаненко | 1981 - 1990 | 80     | 6      |
| 5  | Владимир Безсонов   | 1977 - 1990 | 79     | 4      |
| 6  | Сергеј Алејников    | 1984 - 1991 | 77     | 6      |
| 7  | Лав Јашин           | 1954 - 1967 | 74     | 0      |
| 8  | Муртаз Курцилава    | 1965 - 1973 | 69     | 6      |
| 9  | Олег Протасов       | 1984 - 1991 | 68     | 29     |
| 10 | Валериј Вороњин     | 1960 - 1968 | 66     | 5      |
| 11 | Олег Кузњецов       | 1986 - 1991 | 63     | 1      |
| 12 | Владимир Капличњи   | 1968 - 1974 | 62     | 0      |
| 13 | Валентин Иванов     | 1956 - 1965 | 59     | 26     |
| 14 | Вагиз Кидијатуљин   | 1978 - 1990 | 58     | 6      |
| 15 | Хенадиј Литовченко  | 1984 - 1990 | 58     | 15     |
| 16 | Виктор Колотов      | 1970 - 1978 | 55     | 22     |
| 17 | Игор Нето           | 1952 - 1965 | 54     | 4      |
| 18 | Игор Численко       | 1959 - 1968 | 53     | 20     |
| 19 | Евгени Ловчев       | 1969 - 1977 | 52     | 1      |
| 20 | Антолиј Банишевскиј | 1965 - 1972 | 50     | 19     |

### Најбољи стрелци
Следећа листа је заснована на статистици објављеној у Sovetskiy Sport у децембру 1991..
| #  | Играч               | Каријера    | Голова (Утакм.) | Проценат. |
| -- | ------------------- | ----------- | --------------- | --------- |
| 1  | Олег Блохин         | 1972 - 1988 | 42 (112)        | 0.375     |
| 2  | Олег Протасов       | 1984 - 1991 | 29 (68)         | 0.426     |
| 3  | Валентин Иванов     | 1956 - 1965 | 26 (59)         | 0.441     |
| 4  | Едуард Стрељцов     | 1955 - 1968 | 25 (38)         | 0.658     |
| 5  | Виктор Колотов      | 1970 - 1978 | 22 (55)         | 0.4       |
| 6  | Виктор Понедељник   | 1960 - 1966 | 20 (29)         | 0.69      |
| 6  | Игор Численко       | 1959 - 1968 | 20 (53)         | 0.377     |
| 8  | Антолиј Банишевскиј | 1965 - 1972 | 19 (50)         | 0.38      |
| 9  | Анатолиј Иљин       | 1952 - 1959 | 16 (31)         | 0.516     |
| 10 | Анатолиј Бишовец    | 1966 - 1972 | 15 (39)         | 0.385     |
| 10 | Хенадиј Литовченко  | 1984 - 1990 | 15 (58)         | 0.259     |
| 12 | Фјодор Черенков     | 1979 - 1990 | 12 (34)         | 0.353     |
| 13 | Сергеј Салников     | 1954 - 1958 | 11 (20)         | 0.55      |
| 13 | Владимир Онишченко  | 1972 - 1977 | 11 (44)         | 0.25      |
| 13 | Слава Метревели     | 1958 - 1970 | 11 (48)         | 0.229     |
| 16 | Никита Симоњијан    | 1954 - 1958 | 10 (20)         | 0.5       |
| 16 | Рамаз Шенгелија     | 1979 - 1983 | 10 (26)         | 0.385     |
| 16 | Јури Гаврилов       | 1978 - 1985 | 10 (46)         | 0.217     |